# The Dinosauria
The Dinosauria är en bok utgiven av University of California Press, som fokuserar på ämnet dinosaurier, och har givits ut i 2 större upplagor. Båda utgåvorna är skrivna av flera forskare, och sammanställda av de framstående paleontologerna Peter Dodson, Halszka Osmólska och David B. Weishampel. Genom hela boken går forskarna igenom dinosauriernas systematik, deras fossil och hur man tror de levde. Den första upplagan gavs ut 1990, och innehöll material från 23 forskare. Andra upplagan gavs ut 2004, med material från 43 forskare.